# Carl Lagercrantz (assessor)
Carl Jakob Lagercrantz, född 14 september 1788, död 30 maj 1858 var en svensk godsägare och  kronofogde.

## Biografi
Lagercrantz blev kronofogde 1812 och erhöll 1838 assessors namn.  Lagercrantz ägde (i nuvarande Ekerö kommun) egendomarna Säby i Stenhamra samt Barkarby på Lovön intill Drottningholms slott. Hans gravsten står intill Lovö kyrka.
Lagercrantz var 1813–1858 huvudman för adliga ätten nr 1011 Lagercrantz och var därmed automatiskt även ledamot av Ståndsriksdagen. År 2013 var han stamfar till 120 av de 180 levande ättemedlemmarna inom ätten Lagercrantz.
Han var från 1815 gift med Anna Margareta Benckert (1786–1861), dotter till Karl Henrik Benckert, och blev far till bland andra Sveriges finansminister Gustaf Lagercrantz (1816–1867) och till viceamiralen Jakob Lagercrantz (1821–1898).

## Oljemålning

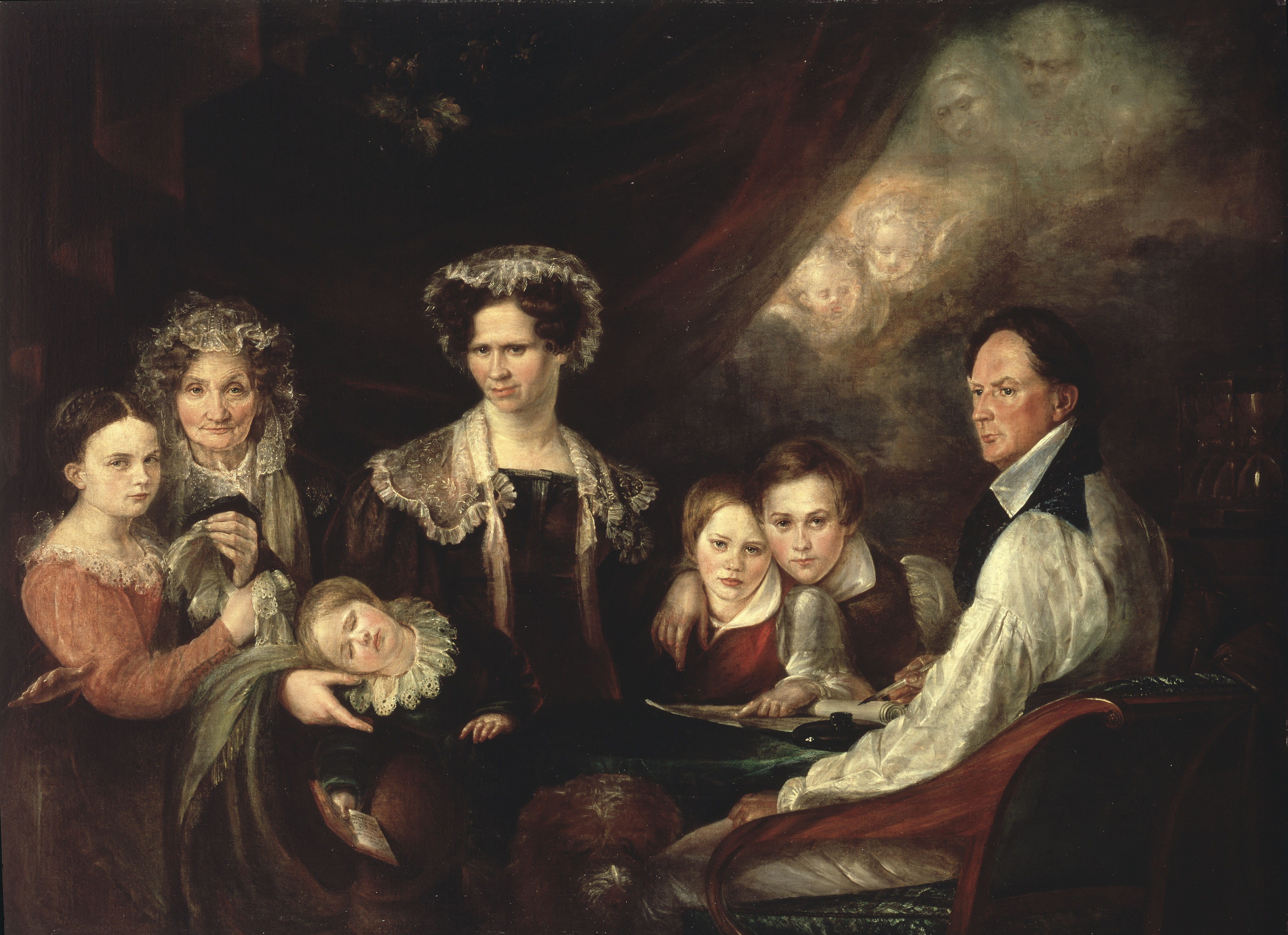
Gustaf Wilhelm Finnberg: Assessor C. J. Lagercrantz med familj, ca. 1830.

På Nationalmuseum finns ett stort grupporträtt målat ca. 1830 av Gustaf Wilhelm Finnberg. Till  höger sitter Carl, i mitten hans två äldsta söner. Carls mor (född Skytte af Sätra), hustru, dotter och en yngre, sovande son sitter till vänster. Från ett moln blickar två små änglar ned. Det är skepnaderna av de barn, som avlidit i späd ålder.